# Gryposaurus
Gryposaurus ("gušter kukastog nosa"; ponekada se netočno prevodi u "gušter-grifon") bio je rod dinosaura hadrosaurida koji su nastanjivali Sjevernu Ameriku prije 83 do 75,5 milijuna godina, tijekom kasne krede (kasni santonij - kasni kampanij). Sve poznate vrste roda Gryposaurus poznate su iz formacije Dinosaur Park u Alberti (Kanada), donje formacije Two Medicine u Montanii formacije Kaiparowits u Utahu (SAD).
Gryposaurus je sličan rodu Kritosaurus, pa su se zbog toga godinama smatrali jednim te istim rodom. Rod Gryposaurus poznat je iz brojnih lubanja, nekoliko kostura i još više otisaka kože koji pokazuju da je imao piramidalne ljuske duž srednje linije leđa. Ipak, najlakše se raspoznaje od ostalih hadrosaurida po tome što je imao usku kvrgu na nosu, u obliku luka, koja se često opisuje kao "rimski nos", i koja je možda služila za spolnu identifikaciju ili identifikaciju vrste, a možda inu sukobima među jedinkama te vrste. Budući da je bio velik dvonožan/četveronožan biljojed, dug oko 9 metara, vjerojatno je preferirao staništa blizu rijeka.

## Opis
Gryposaurus je po veličini i građi bio tipičan hadrosaurid; jedan od najboljih primjeraka tog roda, gotovo potpun nomenklaturalni tip vrste Kritosaurus incurvimanus (koja se smatra sinonimom za Gryposaurus notabilis), potekao je od jedinke duge oko 8,2 metara. Taj primjerak također ima najbolji primjer otiska kože roda Gryposaurus, na kojem se prepoznaje da je imao četiri vrste ljusaka: piramidalne, grebenaste, školjkaste dužine do 3,8 cm na bokovima i repu; jednoobrazne poligonalne krljušti na vratu i bokovima tijela; i piramidalne strukture, spljoštene od boka do boka, s užljebljenim stranama, više duge nego visoke i raspoređene po vrhu leđa u jednom središnjem nizu.
Tri poznate vrste roda Gryposaurus razlikuju se po osobinama lubanje i donje čeljusti. Izraženi nosni luk koji je prisutan kod ovog roda formiraju sparene nosne kosti. Ako se lubanja gleda sa strane, one ispred očiju prerastaju u zaobljenu grbu, koja je iste visine kao i najviša točka stražnjeg dijela lubanje. Kostur je vrlo detaljno istražen, što ga čini dobrim referentnim kosturom prilikom istraživanja kostura drugih dinosaura s pačjim kljunom.

## Klasifikacija
Gryposaurus je bio pripadnik potporodice Hadrosaurinae (koji nisu imali šuplje krijeste na glavi), unutar obitelji Hadrosauridae. Izraz "griposaur" se ponekad koristi za dinosaure s nosnim kostima u obliku luka. Nekada, prije nego što je rod Tethyshadros opisan, smatralo se da on također spada u tu skupinu (tada je bio poznat pod nadimkom "Antonio"). Jack Horner je za njega stvorio potporodicu Gryposaurinae kao dio veće revizije koja je promovirala status Hadrosaurinae kao obitelji, ali taj takson se ne koristi. Pitanje srodstva roda Gryposaurus s drugim hadrosaurima je ionako dvomisleno zbog nedostatka rješenja pitanja kako se on može usporediti s rodom Kritosaurus. Trenutno je glavna razlika između ta dva roda lokacija (Alberta i Montana za rod Gryposaurus, Novi Meksiko za rod Kritosaurus) i starost (Kritosaurus potječe iz malo mlađih stijena nego Gryposaurus). U drugim pogledima, lubanja Kritosaurusa je nepotpuna i nedostaje joj većina kostiju ispred očiju, ali je vrlo slična lubanji Gryposaurusa.

## Otkriće i povijest
Gryposaurus se zasniva na primjerku NMC 2278 - lubanji i nepotpunom kosturu koje je George F. Sternberg 1913. pronašao u formaciji Dinosaur Park u Alberti, duž rijeke Red Deer. Taj je primjerak nedugo zatim opisao i imenovao Lawrence Lambe, koji je naglasio njegovu neobičnu krijestu na nosu. Nekoliko godina ranije, Barnum Brown prikupio je i opisao nepotpunu lubanju iz Novog Meksika, koju je priključio rodu Kritosaurus. Toj lubanji je nedostajala njuška, koja se raspala na djeliće; Brown ju je restaurirao na temelju hadrosaurida Anatotitana, koji je imao ravnu glavu, a vjeruje se da su neki neobični dijelovi bili dokaz kompresije. Lambeov opis roda Gryposaurus pružio je dokaze da je postojao drugačiji oblik glave, pa je do 1916. lubanja Kritosaurusa restaurirana s nosnim lukom, a i Brown i Charles Gilmore predložili su da su Gryposaurus i Kritosaurus jedan te isti rod. Iako u to vrijeme ta ideja nije u potpunosti naišla na podršku, zasigurno je bila prisutna, što se može vidjeti u slučaju kada je William Parks gotovo potpunom kosturu iz formacije Dinosaur Park dao naziv Kritosaurus incurvimanus, a ne Gryposaurus incurvimanus (interesantno je da je ostavio vrstu Gryposaurus notabilis u vlastitom rodu). Tom kosturu međutim nedostaje prednji dio lubanje, upravo na onom dijelu kojim bi se mogao odrediti puni oblik nosnog luka. Objava Lullove i Wrightove utjecajne monografije o hadrosaurima iz 1942. je za idućih pedeset godina zaključila neslaganje po pitanju rodova Kritosaurus i Gryposaurus u korist roda Kritosaurus. Međutim, revizije tijekom 1990-ih dovele su u pitanje identitet Kritosaurusa, koji ima ograničen materijal u odnosu na ostale dinosaure s pačjim kljunom. Tako je Gryposaurus, barem privremeno, odvojen od roda Kritosaurus.
Tu situaciju dodatno su zakomplicirali stari prijedlozi nekih autora, kao što je Jack Horner, da je Hadrosaurus sinonim bilo za rod Gryposaurus, Kritosaurus ili za oba.  Ta hipoteza najčešće se viđala tijekom kasnih 1970-ih i ranih 1980-ih, a pojavila se iu nekim popularnim knjigama; jedno poznato djelo, Ilustrirana enciklopedija dinosaura (The Illustrated Encyclopedia of Dinosaurs), koristi rod Kritosaurus za kanadske ostatke (Gryposaurus), ali u opisu jedne slike identificira kostur vrste K. incurvimanus kao kostur Hadrosaurusa. Iako je Horner 1979. za određenu lubanju i kostur i još jedan nepotpuniji kostur iz škriljca BearPaw u Montani (koji se od tada ne spominju u literaturi) koristio novu kombinaciju Hadrosaurus [Kritosaurus] notabilis, do 1990. je promijenio svoj stav i bio je među prvima koji su koristili Gryposaurus u tisku. Trenutno se smatra da se Hadrosaurus, unatoč tome što je poznat iz fragmentarnih ostataka, može razlikovati od roda Gryposaurus po razlikama u ramenu i bočnoj kosti (lat: Os ilii.
Daljnja istraživanja dokazala su postojanje treće vrste, G. latidens, koja potječe iz stijena u Montani, neznatno starijih od klasičnih nalazišta griposaura u Alberti. Temeljena na dva dijela kostura koji je 1916. prikupljen za Američki prirodoslovni muzej (American Museum of Natural History), G. latidens je također poznata i iz ostataka pronađenih u nakupinama kostiju u nekim sedimentima. Horner, koji je opisao te primjerke, smatra da je to primitivnija vrsta. U nove ostatke iz formacije Kaiparowits u Utahu, na području nacionalnog spomenika Grand Staircase - Escalante, spadaju i lubanja i nepotpun kosturt koji pripadaju vrsti G. monumentensis. Lubanja je robustnija nego kod ostalih vrsta, a predentalna kost imala je uvećane šiljke duž gornje granice, gdje je bila osnova kljuna donje čeljusti. Ta nova vrsta znatno je proširila geografsku rasprostranjenost tog roda, a moguće je da je postojala još jedna, bolje građena vrsta. Iz formacije Kaiparowits poznato je više vrsta griposaura, koji se temelje na ostacima lubanja i postkranijalnim ostacima, a bili su veći od svojih dvojnika sa sjevera.

### Vrste
Danas prepoznajemo tri vrste: G. notabilis, G. latidens i G. monumentensis. Nomenklaturalna vrsta, G. notabilis, potječe iz gornjokredskih stijena formacije Dinosaur Park u Alberti (Kanada). Sada se smatra sinonimom za jednu drugu vrstu, G. incurvimanus, koja potječe iz iste formacije. Te dvije vrste razlikuju se po veličini nosnog luka (veći i bliži očima kod G. notabilis) i po obliku nadlaktice (dulja i robusnija kod G. incurvimanus). Pronađeno je deset potpunih i dvanaest nepotpunih lubanja vrste G. notabilis, zajedno s postkranijalnim kosturom, kao i dva kostura s lubanjama koji su priključeni vrsti G. incurvimanus. G. latidens, iz kasnosantonijske do ranokampanijske formacije Two Medicine u okrugu Pondera u Montani (SAD), poznat je iz nepotpunih lubanja i kostura nekoliko jedinki. Njegov nosni luk izražen je kao kod G. notabilis, ali se pruža više prema njušci, a zubi su mu primitivniji s osobinama iguanodontskih zubiju. Neslužbeni naziv "Hadrosauraurus " je rani, nekorišteni naziv te vrste. G. monumentensis je poznat iz jedne lubanje i nepotpunog skeleta iz Utaha.
Fragmentarni ostaci iz Alberte, koji su isprva dobili naziv Trachodon (Pteropelyx) marginatus, ponekada su se svrstavali s rodom Kritosaurus pod hipotezu "Kritosaurus = Gryposaurus". Taj takson mogao bi biti isti kao G. notabilis, ali njihova sinonimnost nije podržana u posljednjoj reviziji. G. monumentensis je na drugom mjestu na popisu 10 najzanimljivijih novih vrsta 2008. godine prema International Institute for Species Exploration.

## Paleobiologija
Kao hadrosaurid, Gryposaurus je bio dvonožan/četveronožan biljojed, koji se hranio različitih biljkama. Njegova lubanja imala je posebne spojeve koji su omogućavali pokrete analogne žvakanju, a zubi su se kontinuirano nadomiještali i stotine njih bili su zbijeni u zubne baterije, iako se samo mali broj njih koristio. Biljke je skupljao širokim kljunom, a u ustima ih je zadržavao strukturama sličnim obrazima. Vjerojatno se mogao hraniti vegetacijom od razine tla do visine 4 metra.
Kao i ostali pripadnici Ornithischia iz formacije Dinosaur Park Gryposaurus je živio samo u vremenskom razdoblju tijekom kojeg su te stijene formirane. Dok je formacija nastajala, došlo je do promjene klime, koja je tada došla pod veći utjecaj mora. Gryposaurus se ne može naći u gornjem dijelu formacije, a umjesto njega je prisutan Prosaurolophus. Ostali dinosauri koji se mogu naći samo u donjem dijelu te formacije su rogati Centrosaurus i dinosaur s pačjim kljunom i šupljom krijestom, Corythosaurus. Moguće je da je Gryposaurus više volio staništa bliža rijekama.

### Nosni luk
Izražen nosni luk Gryposaurusa je, kao i ostale modifikacije u građi lubanje kod dinosaura s pačjim kljunom, možda imao razne društvene funkcije, kao što su identificiranje spola, vrste ili mjesta na hijerarhijskoj ljestvici. Moguće je da je služio i u fizičkim nadmetanjima među pripadnicima te vrste, a možda je imao vreće koje su se mogle napuhati u svrhu vizualnog i zvučnog signaliziranja. Kod nekih primjeraka je vrh luka grub, što znači da je bio prekriven tvrdom, keratiniziranom kožom, ili da je tu imao neku strukturu načinjenu od hrskavice.

## Vanjske poveznice
- Gryposaurus na DinoData, pristupljeno 1. lipnja 2014.
- Izvještaj Zavoda za upravljanje zemljištem  Arhivirana inačica izvorne stranice od 4. kolovoza 2007. (Wayback Machine) o lubanjama Gryposaurusa iz Nacionalnog spomenika Grand Staircase-Escalante (Utah), pristupljeno 1. lipnja 2014.